# Bandfabrik Wilhelm Büsgen

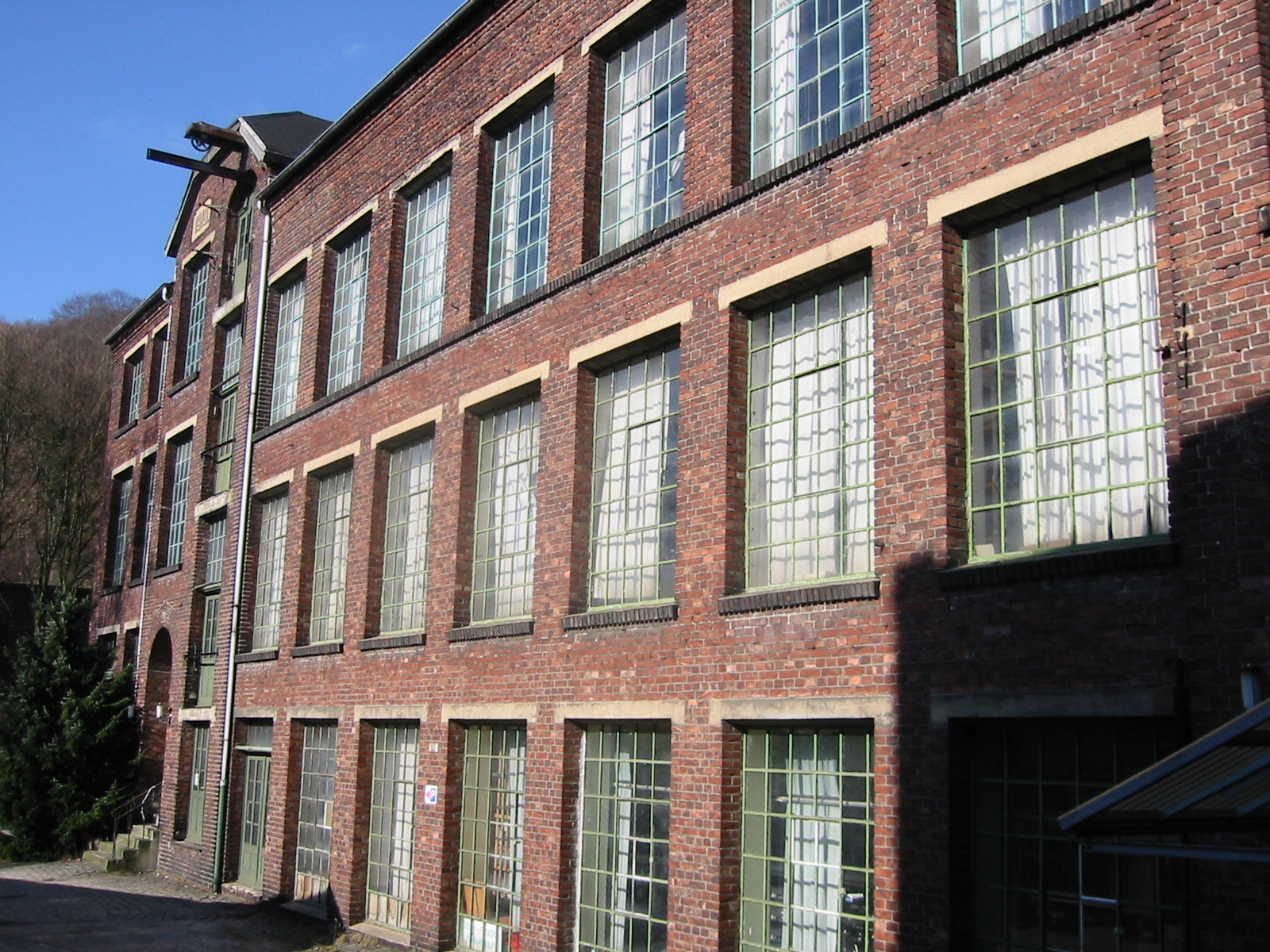
Fabrikgebäude aus dem Jahre 1910

Die Bandfabrik Wilhelm Büsgen ist ein um die Mitte des 19. Jahrhunderts erbautes, seit 1986 denkmalgeschütztes Ensemble bestehend aus Wohn, Kontor-, Lager- und Fabrikgebäude der ehemaligen Bandweberei und Flechterei Büsgen in Wuppertal.

## Geschichte

### Gründung

Firmengründer Wilhelm Büsgen

1873 gründete der 1846 in Emmerich a.R. geborene Kaufmann Friedrich Wilhelm Büsgen im Alter von 27 Jahren ein Handelsgeschäft, dessen Ziel „Artikel von Heimbandwirkern für das Schneiderhandwerk und für Bekleidungsmanufakturen auf eigene Rechnung (zu) verkaufen“ lautete. Die Gründung erfolgte zusammen mit einem Kompagnon, Herrn Febel. 1874 zahlte Wilhelm Büsgen diesen aber bereits aus und führte die Geschäfte alleine weiter.
Es handelte sich damit um ein für die Zeit typisches Verlagshaus, das Garne einkaufte, diese in Lohnarbeit zu Bändern verweben oder flechten und anschließend ggf. noch einfärben ließ und schließlich verkaufte. Die Heimbandwirker brachten z. B. einmal pro Woche die gewebten Artikel auf dem sog. „Liefergang“ zur Wiegkammer des Unternehmens, wo das Gewicht bestimmt und bezahlt wurde. „Für eine Bandfabrik benötigt man nur einen Schreibtisch!“ soll der Firmengründer damals gesagt haben.

### Umzug in die Alleestraße

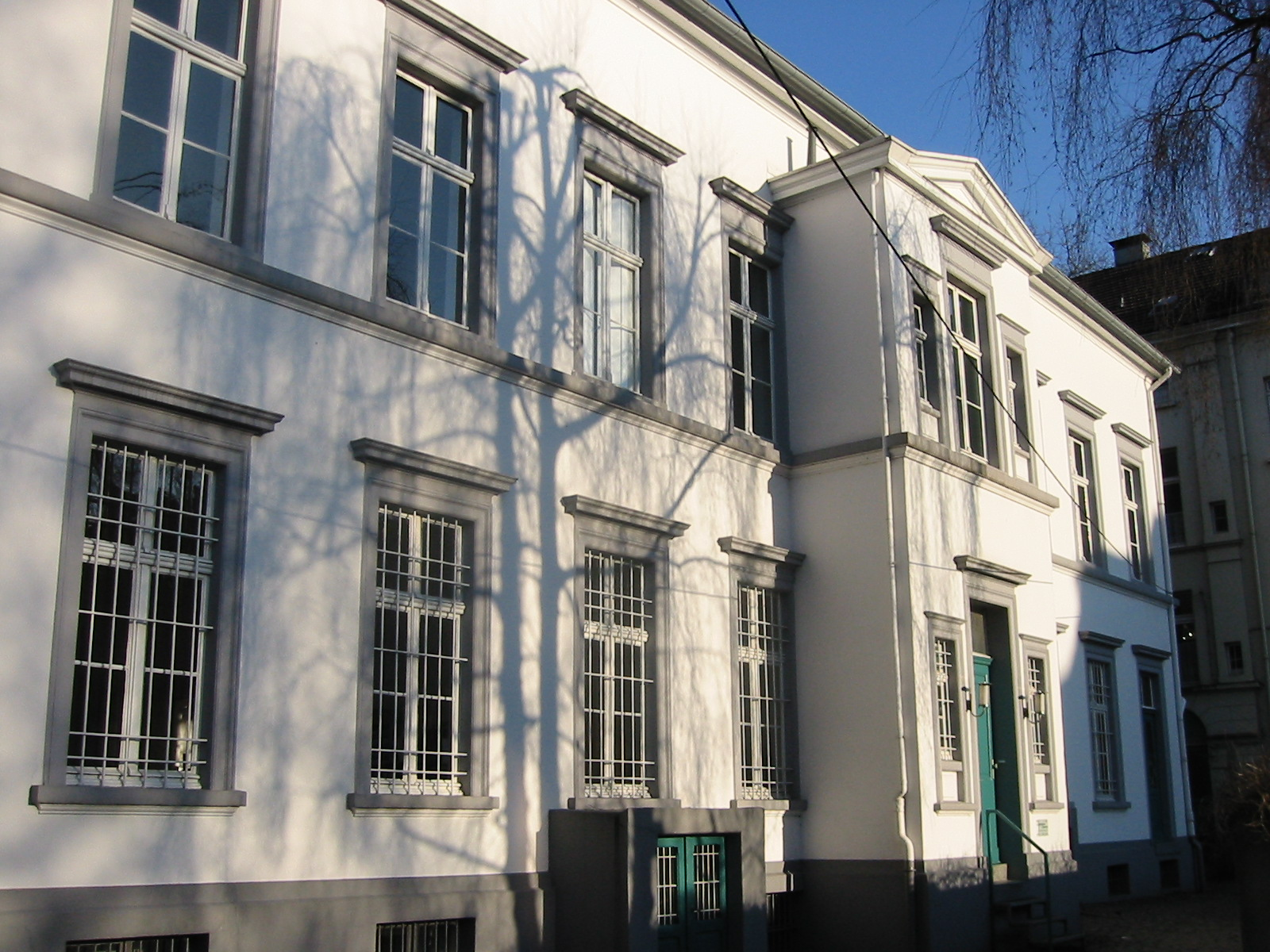
Ehemaliges Kontorhaus

Nach seiner Gründung war das Unternehmen zunächst in einem Lagergebäude der Pianofabrik Ibach, Alleestraße 162 ansässig. Dieses lag ungefähr bei der heutigen Friedrich-Engels-Allee Nr. 352. Angestellt waren zu Beginn ein „Haspelmädchen“, ein Packer und ein Lehrling. Die zu dieser Zeit nach Aufträgen suchenden Heimbandwirker ließen sich im Tal der Wupper und den Wohnbezirken der Höhen schnell finden. Für die Kundenwerbung und für den Verkauf der Bänder hatte der Kaufmann Wilhelm Büsgen Sorge zu tragen.
Bis 1887 hatte sich das Geschäft so weit entwickelt, dass das Unternehmen in die Alleestraße 15a umzog, heute Friedrich-Engels-Allee 161a. Hier hatte die Türkisch-Roth Färberei von Wolf an der Wupper gestanden. 1885 war ein Kontorgebäude in der Nähe der Alleestraße für die Bandfabrik A. Stoltenhoff errichtet worden. Die vorhandenen Gebäude wurden erst einmal gepachtet. Unter der Firmierung „Wilhelm Büsgen Fabrik für Besatzartikel – Spezialität Schneiderlitzen“ wurde das Geschäft weitergeführt. 1889 wurde das gepachtete Anwesen gekauft. Im Erdgeschoss des Kontorhauses befand sich die Wiegkammer. Noch heute sind dort die Lieferluken erkennbar, die sich auf Höhe der Ladefläche von damaligen Fuhrwerken befinden. Im ersten Geschoss wurden die Fertigwaren aufgehaspelt und gelagert. Wenige Jahre später erwarb der Unternehmer auch das 1865 gebaute Wohnhaus an der Allee sowie ein angrenzendes Grundstück zur Wupperseite.

### Erweiterung und Neubauten

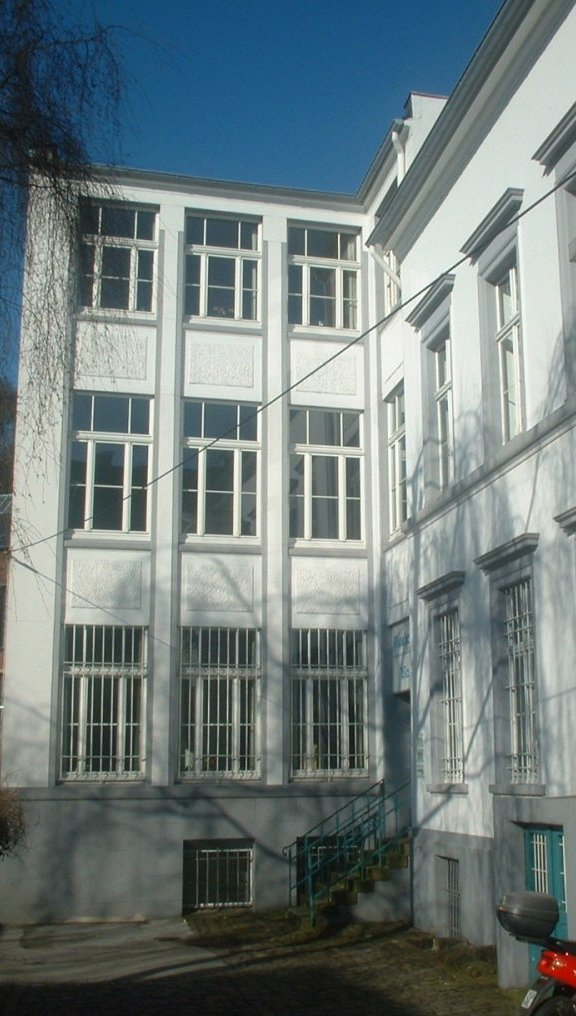
Erweiterung des Kontorhauses um 1908

1908 wurde das Kontorhaus mit einem dreistöckigen Anbau erweitert. Hierhin zog der Versand, ein Teil des Lagers und die Haspelstube um. Besonders die Haspelstube, in der neben der Aufmachung auch die Qualität der Bänder überprüft wurde, profitierte von dem neuen, 130 m² großen und von drei Seiten mit Licht durchfluteten Raum.
1910 wurde das an der Wupper liegende Fabrikgebäude aus roten Backsteinen mit einer Nutzfläche von 2000 m² errichtet. Im Untergeschoss wurde eine Flechterei mit ihren schweren eisernen Riementischen, die damals auch „Riemendreherei“ genannt wurde, eingerichtet. Damit konnten die bisher verkauften Webwaren um geflochtene Besatzartikel sog. Barmer Artikel, ergänzt werden. In den Obergeschossen lagen die Websäle der Bandweberei. Im Fabrikgebäude produzierten in den 1920er- und 1930er-Jahren etwa 120 Menschen die für Wuppertal typischen Textilien.
Mit der Inbetriebnahme des Fabrikgebäudes um 1910 brach eine neue Epoche für das Unternehmen an, die durch den Betrieb eigener Produktionsmaschinen geprägt war. Wilhelm Büsgen war ein reisefreudiger Fabrikant. Er besuchte neben Messen in Leipzig und Wiesbaden auch häufig Paris, aus dem er immer wieder die neuesten Modekreationen und Entwürfe für seine Besatzartikel mitbrachte. Die Mustergestalter seines Betriebes verarbeiteten diese Vorlagen und schufen z. B. durch die Verquickung von Web- und Flechttechnologie einzigartige Textilien, die keiner der klassischen Fertigungsweisen mehr zuzuordnen waren.
Um die Jahrhundertwende war die aus Mohairgarn gefertigte Besenborte ein Verkaufsschlager. Diese diente den bis zum Boden reichenden Röcken der Damen als Schutz. Der „Besen“ aus dem widerstandsfähigen Mohair fegte dabei förmlich über den Fußboden und wurde im Volksmund deshalb „Straßenfeger“ genannt. Mit der Mode wurden die Röcke ab 1905 kürzer, so dass andere Artikel gefragt und produziert wurden. Seitentressen und später vor allem Samtband aus Viskose wurden danach für lange Zeit das Markenzeichen des Unternehmens.
1910 wurde zur Stromerzeugung auch eine eigene Dampfturbine gebaut, die mit Kohle und dem Wasser der Wupper betrieben wurde. Der damit einhergehende Elektroantrieb löste die Transmissionsantriebe der Maschinen ab. Der von der Turbine erzeugte Dampf diente in den Wintermonaten zudem als Heizung. Ab 1940 bezog das Unternehmen seinen Strom durch die städtischen Versorger. Bis 1957 wurde die Turbine aber noch für den Betrieb der Dampfheizung benutzt.

### Geschichte der Bandfabrik von 1914 bis 1995

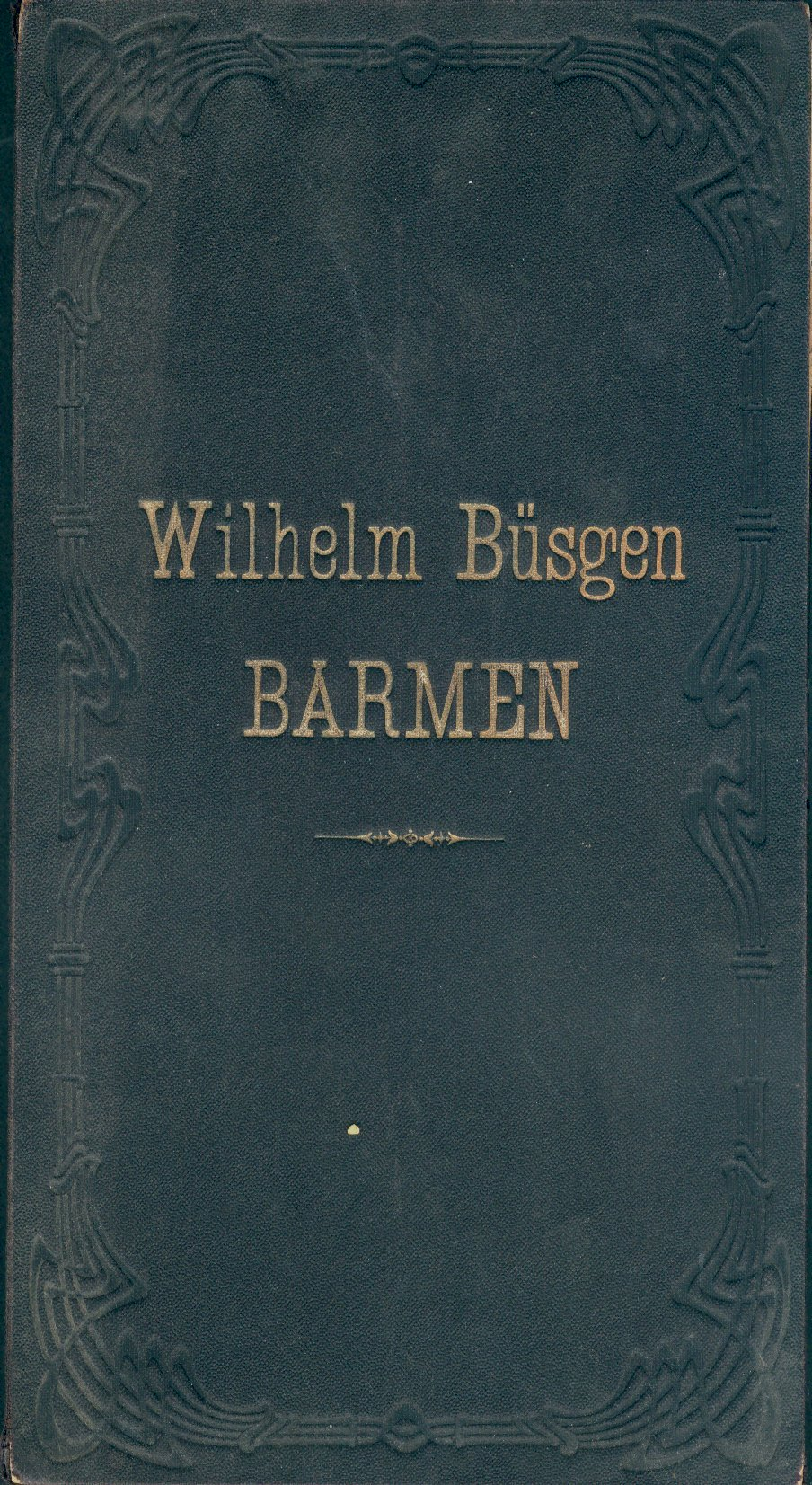
Altes Musterbuch der Bandfabrik Wilhelm Büsgen

Mit Ausbruch des Ersten Weltkrieges brachen schwerere Zeiten für das Unternehmen an. Der einzige Sohn des Firmengründers, Wilhelm Büsgen jun., der als sog. Einjähriger gerade in Colmar beim Jäger-Regiment zu Pferde Nr. 3 eine Ausbildung zum Kavalleristen absolvierte, wurde mit Kriegsausbruch an die Front befohlen. Die gesamte Industrie litt unter den wirtschaftlichen Kriegsfolgen und die Bandfabrik Wilhelm Büsgen konnte die Notzeit nur durch Arbeitsplatzverluste überleben.
1921 starb Friedrich Wilhelm Büsgen. Sein Sohn übernahm – ebenfalls 27-jährig – die Verantwortung und musste den Betrieb durch die Weltwirtschaftskrise und die folgende Inflation führen. Inzwischen war das Seidenband zum wichtigsten Artikel geworden. Der Verkauf dieses Artikels war durch eine Übereinkunft zwischen Fabrikanten, Hausbandwirkern und Grossisten, die „Seidenbandkonvention“, geregelt, in der auch eine Preisabsprache enthalten war. Wilhelm Büsgen jun. fühlte sich dieser Konvention nicht verpflichtet und verkaufte seine Seidenbänder unter Umgehung des einschlägigen Großhandels direkt an die Kurzwarengeschäfte und die Kurzwarenabteilungen der Textilkaufhäuser.
Auf dem bisherigen Höhepunkt des Bandgeschäftes starb 1936 der Firmeninhaber Wilhelm Büsgen jun. mit nur 42 Jahren. Sein Sohn, Claus Wilhelm Büsgen war erst 5 Jahre alt. Seine Witwe, Addy Charlotte Büsgen, musste das Unternehmen durch die folgenden, schweren Zeiten führen. Die Produktion wurde vorübergehend auf Fallschirmbänder für Lastenfallschirme umgestellt. 1955 trat die dritte Generation in das Unternehmen ein. Unter Claus Wilhelm Büsgen entwickelte sich die Bandfabrik zu einem international bekannten Spezialisten für hochwertigste Samtbänder mit Taffet- und Atlasrücken aus Viskose. Später wurden Ripsbänder in großer Menge hergestellt. Lange Jahre blieben auch noch alte Schiffchenwebstühle in Betrieb. 1995 wurde der Betrieb eingestellt.

### Fortsetzung der Tradition

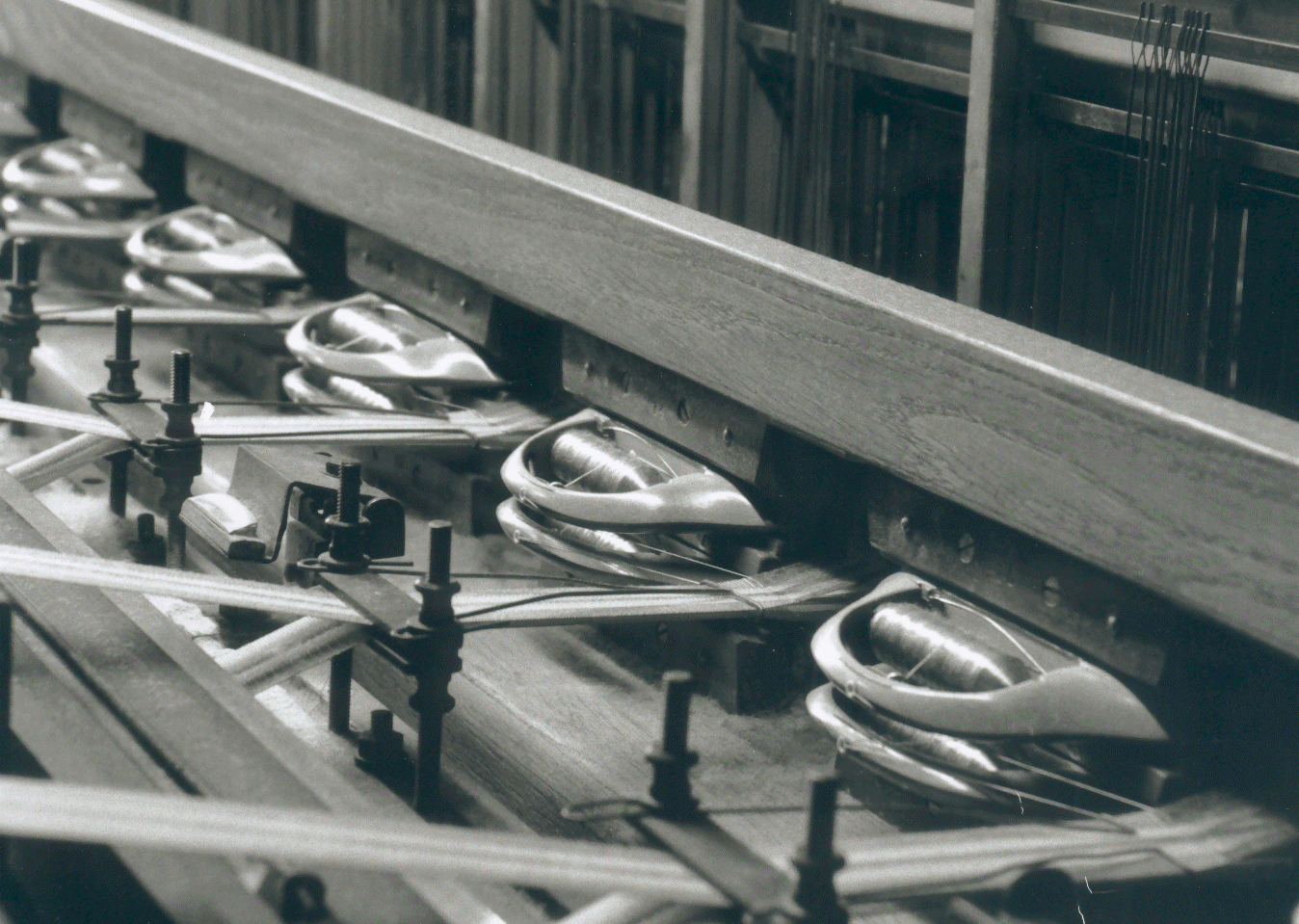
Samtbandwebstuhl der Bandfabrik Wilhelm Büsgen

1997 zog der Urenkel des Gründers mit seinem 1995 gegründeten Unternehmen „Shape 3“ in die Gebäude der alten Bandfabrik ein und entwickelte ein neues Verfahren zur Herstellung von nahtlosen dreidimensional gewebten Formen, das „Shape Weaving“. Auch die Band- und Geflechtherstellung wurde wieder aufgenommen und damit die Tradition der Bänder und Geflechte fortgesetzt.
Die denkmalgeschützten Gebäude der ehemaligen Bandfabrik wurden Teil des Gewerbezentrums „Alleehaus“.